# جبهة المقاومة الوطنية في ساو تومي وبرينسيب - التجديد
جبهة المقاومة الوطنية لساو تومي وبرينسيب - التجديد كانت حركة سياسية للمنفيين من ساو تومي الذين عارضوا السياسات الاشتراكية لحكومة الحزب الواحد لحزب تحرير ساو تومي وبرينسيب، وسعى للإطاحة به. تم تشكيل الحزب في عام 1986 من قبل فصيل صغير من جبهة المقاومة الوطنية الذين رفضوا التخلي عن فكرة الكفاح المسلح كوسيلة للإطاحة بحكومة ساو توميان. كان مقر الحزب في كريبي، الكاميرون تحت قيادة مونسو دوس سانتوس.
في 8 مارس 1988، نزل أعضاء الحزب في ساو تومي مع قوة غزو قوامها 44 رجلاً وحاولوا الإطاحة بحكومة الرئيس مانويل بينتو دا كوستا. الغزاة، الذين جاءوا في قوارب من الكاميرون وكانوا يفتقرون إلى التسليح، تم التغلب عليهم بسهولة من قبل قوات الأمن واحتجازهم. في أغسطس 1989، حوكم الغزاة من قبل المحكمة المحلية وحكم عليهم بالسجن لمدد تتراوح بين 2 و22 عاما. لكن بحلول أبريل / نيسان 1990، أصدر الرئيس عفواً عن جميع السجناء وأُطلق سراحهم من السجن.
في ديسمبر 1990، بعد شهور من إقرار دستور جديد يسمح بسياسة التعددية الحزبية، أسس أعضاء الحزب السابقون حزب الجبهة الديمقراطية المسيحية.